# Dalibor Nesnídal

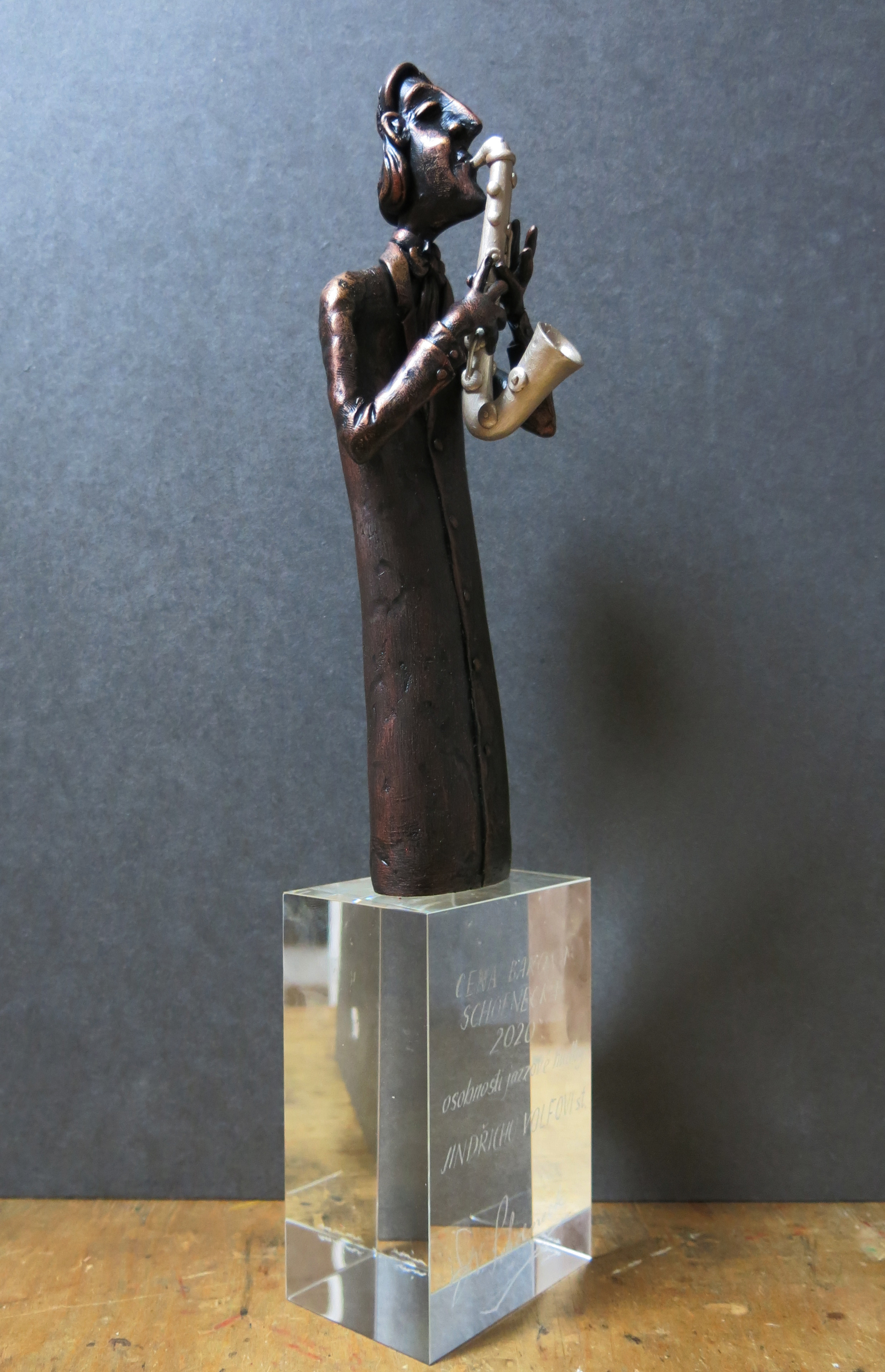
Cena barona Schoenecka pro Jindřicha Volfa st., rok 2020

Dalibor Nesnídal (*27. října 1954, Karlovy Vary) je významný regionální umělec – rytec skla, sochař, malíř, ilustrátor a muzikant, a také dvorní ilustrátor knih Josefa Formánka.

## Život
V letech 1969–1973 absolvoval obor uměleckého kovářství ve Školském ústavu umělecké výroby v Praze (později Střední odborná škola uměleckořemeslná).
Od roku 1981 pracoval v Karlových Varech jako rytec ve sklárně Moser. V té době již vytvořil své první skleněné objekty. V období let 1990–2009 pak spolupracoval se sklárnou Milan Mottl.
Později se přestěhoval na Žluticko. Zde se usadil ve vesnici Semtěš, kde v souladu s přírodou žije a vytváří svá díla. Maluje obrazy, ilustruje knihy a časopisy. V posledních letech se věnuje i umělecké knižní vazbě.

## Tvorba
Přehled tvorby (výběr):

### Samostatné výstavy
- 1993 – Prachatice (Galerie Dolní brána)
- 1999 – Nürnberg (Prager Kunstsalon)
- 2000 – Tábor (Galerie 140)
- 2006 – Karlovy Vary (muzeum Zlatý klíč)
- 2006 – Tachov (Městská galerie)
- 2007 – Františkovy Lázně (Městské muzeum)
- 2008 – Žlutice (Galerie)
- 2008 – Mariánské Lázně (Městské divadlo)
- 2008 – Karlovy Vary (Krajská knihovna)
- 2009 – Loket (Městská knihovna)
- 2010 – Chodov (Galerie u Vavřince)
- 2010 – Karlovy Vary (Krajská knihovna)
- 2010 – Rabí (podzemí kostela Nejsvětější trojice)
- 2010 – Žlutice (Galerie)
- 2012 – Bochov (Galerie města)
- 2012 – Klatovy (Galerie „A“), společně s Milanem Bauerem
- 2013 – Karlovy Vary (Galerie města)
- 2013 – Ostrov (Městská knihovna)
- 2013 – Žihobce (muzeum), společně s Milanem Bauerem
- 2013 – Kadaň (Galerie U Adama)
- 2014 – Karlovy Vary (Atrium Green House)
- 2014 – Praha (Viniční altán – Grébovka)
- 2015 – Loket (Městská knihovna a Galerie na hradbách)
- 2015 – Žlutice (muzeum)
- 2015 – Karlovy Vary (vstupní hala Karlovarské krajské nemocnice)
- 2016 – Plzeň (Pivovarské muzeum)
- 2016 – Tachov (zámek)
- 2017 – Karlovy Vary (Krajská knihovna)
- 2018 – Ostrov (Městská knihovna)
- 2019 – Loket (Městská knihovna Loket)
- 2023 – Tachov (zámek)
- 2023 – Šumperk (muzeum)[3]

### Ilustrace ke knihám
- 2002 – Tamtamy času, Miroslav Zikmund, Jiří Hanzelka, Miloslav Stingl a Rudolf Švaříček
- 2003 – Prsatý muž a zloděj příběhů, Josef Formánek
- 2004 – Létající jaguár, Josef Formánek
- 2008 – Mluviti pravdu, Josef Formánek
- 2011 – Příběhy šumavských sklářů, Jitka Lněničková
- 2012 – Staré pověsti české
- 2013 – Syn větru a Prsatý muž, Josef Formánek
- 2014 – Úsměvy smutných mužů, Josef Formánek
- 2015 – Vše je k něčemu a jiné povídky, Jindřiška Gallová
- 2016 – O princi, který se vrtal v nose, Tereza Igazová
- 2016 – Dvě slova jako klíč, Josef Formánek
- 2017 – Pověsti z Policka, o kraji mezi Ostašem, Hvězdou, Borem a řekou Metují
- 2020 – Sen dokořán a jiné povídky, Jindřiška Gallová
- 2020 – Kniha o tichu, Josef Formánek
- 2020 – Janův breviář, Radek Hanuš
- 2025 – Od spermie po krematorium, Zdeněk Slába[4]

### Autorské knihy
- 2010 – Čtyři mistři[5]
- 2015 – Pověsti z kraje pod Vladařem[6]
- 2017 – Vola bys přes všechen svět vodil ...[7]
- 2018 – Jak se dělá kancionál[8]
- 2019 – Pašeráci[9]

### Sošky pro Cenu barona Schoenecka
Dalibor Nesnídal je autorem podoby cen barona Schoenecka. Cena v podobě stylizované sošky Antona J. V. Schoenecka na skleněném podstavci byla v období let 2012–2020 každoročně udělována v Karlových Varech jako uznání a ocenění významným osobnostem spojeným s jazzovou hudbou.